# Premi Emmy 1961
La cerimonia dei Premi Emmy 1961, nota retroattivamente come 13ª edizione dei Primetime Emmy Awards (13th Primetime Emmy Awards), si è tenuta al Moulin Rouge Nightclub di Hollywood (California) il 16 maggio 1961.
La cerimonia fu presentata da Dick Powell.

## Primetime Emmy Awards
Per le candidature, furono presi in considerazione i programmi trasmessi tra il 1º aprile 1960 e il 15 aprile 1961.

### Migliore serie televisiva drammatica
- Hallmark Hall of Fame per l'episodio Macbeth di George Schaefer
- Ai confini della realtà (The Twilight Zone)
- Gli intoccabili (The Untouchables)
- Naked City
- Sunday Showcase per l'episodio The Sacco-Vanzetti Story: Part 1 di Sidney Lumet

### Migliore serie televisiva comica
- The Jack Benny Program
- The Andy Griffith Show
- Gli Antenati (The Flintstones)
- Candid Camera

### Migliore programma per ragazzi
- Young People's Concerts
- Braccobaldo (The Huckleberry Hound Show)
- Captain Kangaroo
- The Shari Lewis Show
- Shirley Temple's Storybook

### Migliore attore protagonista in una serie drammatica
- Raymond Burr – Perry Mason
- Jackie Cooper – Hennesey
- Robert Stack – Gli intoccabili

### Miglior attore protagonista in un singolo episodio di una serie televisiva
- Maurice Evans – Hallmark Hall of Fame | Episodio: Macbeth
- Cliff Robertson – The United States Steel Hour | Episodio: The Two Worlds of Charlie Gordon
- Ed Wynn – Westinghouse-Desilu Playhouse | Episodio: The Man in the Funny Suit

### Migliore attrice protagonista
- Barbara Stanwyck – The Barbara Stanwyck Show
- Donna Reed – The Donna Reed Show
- Loretta Young – Letter to Loretta

### Miglior attrice protagonista in un singolo episodio di una serie televisiva
- Judith Anderson – Hallmark Hall of Fame | Episodio: Macbeth
- Ingrid Bergman – Twenty-Four Hours in a Woman's Life
- Elizabeth Montgomery – Gli intoccabili | Episodio: The Rusty Heller Story

### Miglior attore o attrice non protagonista in una serie televisiva
- Don Knotts – The Andy Griffith Show
- Abby Dalton – Hennesey
- Barbara Hale – Perry Mason

### Miglior attore o attrice non protagonista in un singolo episodio di una serie televisiva
- Roddy McDowall – Sunday Showcase | Episodio: Our American Heritage: Not Without Honor
- Charles Bronson – General Electric Theater | Episodio: Memory in White
- Peter Falk – The Law and Mrs. Jones | Episodio: Cold Turkey

### Migliore regia per una serie drammatica
- Hallmark Hall of Fame – George Schaefer per l'episodio Macbeth
- Sunday Showcase – Sidney Lumet per l'episodio The Sacco-Vanzetti Story: Part 1
- Westinghouse-Desilu Playhouse – Ralph Nelson per l'episodio The Man in the Funny Suit

### Migliore regia per una serie comica o commedia
- Make Room for Daddy – Sheldon Leonard
- My Three Sons – Peter Tewksbury

### Migliore sceneggiatura per una serie drammatica
- Ai confini della realtà (The Twilight Zone) – Rod Serling
- Sunday Showcase – Reginald Rose per l'episodio The Sacco-Vanzetti Story: Part 1
- The DuPont Show of the Month – Dale Wasserman per l'episodio The Lincoln Murder Case

### Migliore sceneggiatura per una serie comica o commedia
- The Red Skelton Show – Sherwood Schwartz, Dave O'Brien, Al Schwartz, Martin Ragaway e Red Skelton
- Hennesey – Richard Baer
- Make Room for Daddy – Charles Stewart e Jack Elinson